# Airola
Airola ist eine Gemeinde in Italien in der Region Kampanien in der Provinz Benevento mit 8057 Einwohnern (Stand 31. Dezember 2023).

## Geographie

Lage von Airola in der Provinz Benevento

Die Gemeinde liegt im Valle Caudina am Fuß des Monte Taburno. Die Nachbargemeinden sind  Arpaia, Bonea, Bucciano, Forchia, Moiano, Paolisi und Rotondi (AV).

## Wirtschaft
Die Gemeinde lebt hauptsächlich in der Landwirtschaft von dem Anbau von Oliven, Wein und Früchten. Des Weiteren ist hier Textil- und Holzindustrie ansässig.

## Städtepartnerschaften
- Saint-Maixent-l’École – Frankreich seit 2000

## Persönlichkeiten
- Diego Innico Caracciolo (1759–1820), Kardinal der römisch-katholischen Kirche